# Mühlenstraße 208 (Mönchengladbach)

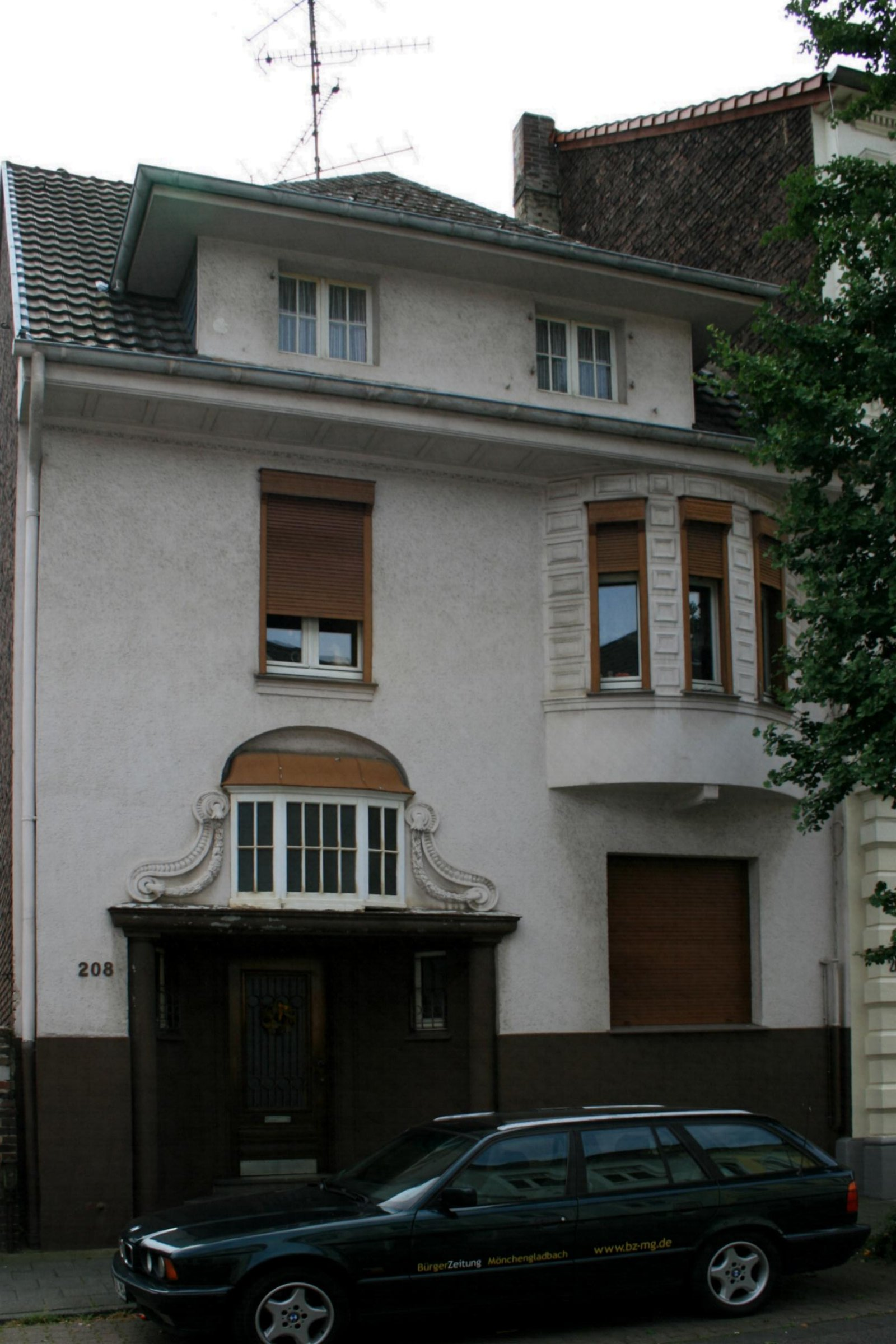
Wohnhaus (2010)

Das Wohnhaus Mühlenstraße 208 steht im Stadtteil Rheydt in Mönchengladbach (Nordrhein-Westfalen).
Das Gebäude wurde 1913 erbaut. Es wurde unter Nr. M 038 am 15. Dezember 1987 in die Denkmalliste der Stadt Mönchengladbach eingetragen.

## Lage
Das Wohnhaus liegt in dem Teil der Mühlenstraße, der auf den (aufgegebenen) Bahnhof Geneicken führt.

## Architektur
Bei dem Objekt handelt es sich um ein zweigeschossiges Wohnhaus aus dem Jahre 1913. Das Haus zeigt 2:2 Achsen und wird von einem ausgebauten Satteldach überdeckt.